# ハクサンコザクラ
ハクサンコザクラ（白山小桜　学名:Primula cuneifolia　Ledeb. var. hakusanensis Makino）は、サクラソウ科サクラソウ属の多年草。高山植物。母種はエゾコザクラ。

## 概要
日本海側の高山帯（白山から飯豊山にかけて）に分布し、雪渓周辺や湿地帯などの湿った場所に群生する。
高さは15cmほど。葉は3～8cmで9～25個の鋸歯縁。花はピンクの5弁花だがハート型に深く切れ込んでいるので10弁花のように見える。花期は6～8月。まれに白い花の個体のシロバナナンキンコザクラ（f. alba、またはシロバナハクサンコザクラ）も見られる。別名は、ナンキンコザクラとタニガワコザクラ。田中澄江が花の百名山の著書で針ノ木岳に咲くこの花と山を紹介している。また新・花の百名山の著書で白山に咲くこの花と山を紹介している。

## 名前の由来
名前は白山で最初に知られたことに由来する。同様に、ハクサンが付く名前の花が多数ある。ハクサンフウロ、ハクサンチドリ、ハクサンシャクナゲ、ハクサンイチゲなどがその一例。

## 近縁種
以下の似た種がある。
- エゾコザクラ - Primula cuneifolia　北海道に分布
- ミチノクコザクラ - var. heterodonta
- ヒナザクラ - Primula nipponia
- ヒメコザクラ - Primula macrocarpa
- ユウパリザクラ - Primula yuparensis
- ソラチコザクラ - Primula sorachiana
- カムイコザクラ - var. kamuiana
- クモイコザクラ - Primula kitadakensis
- シナノコザクラ - Primula tosaensis var. brachycarpa
- テシオコザクラ - Primula tosaensis takedana

## 関連画像

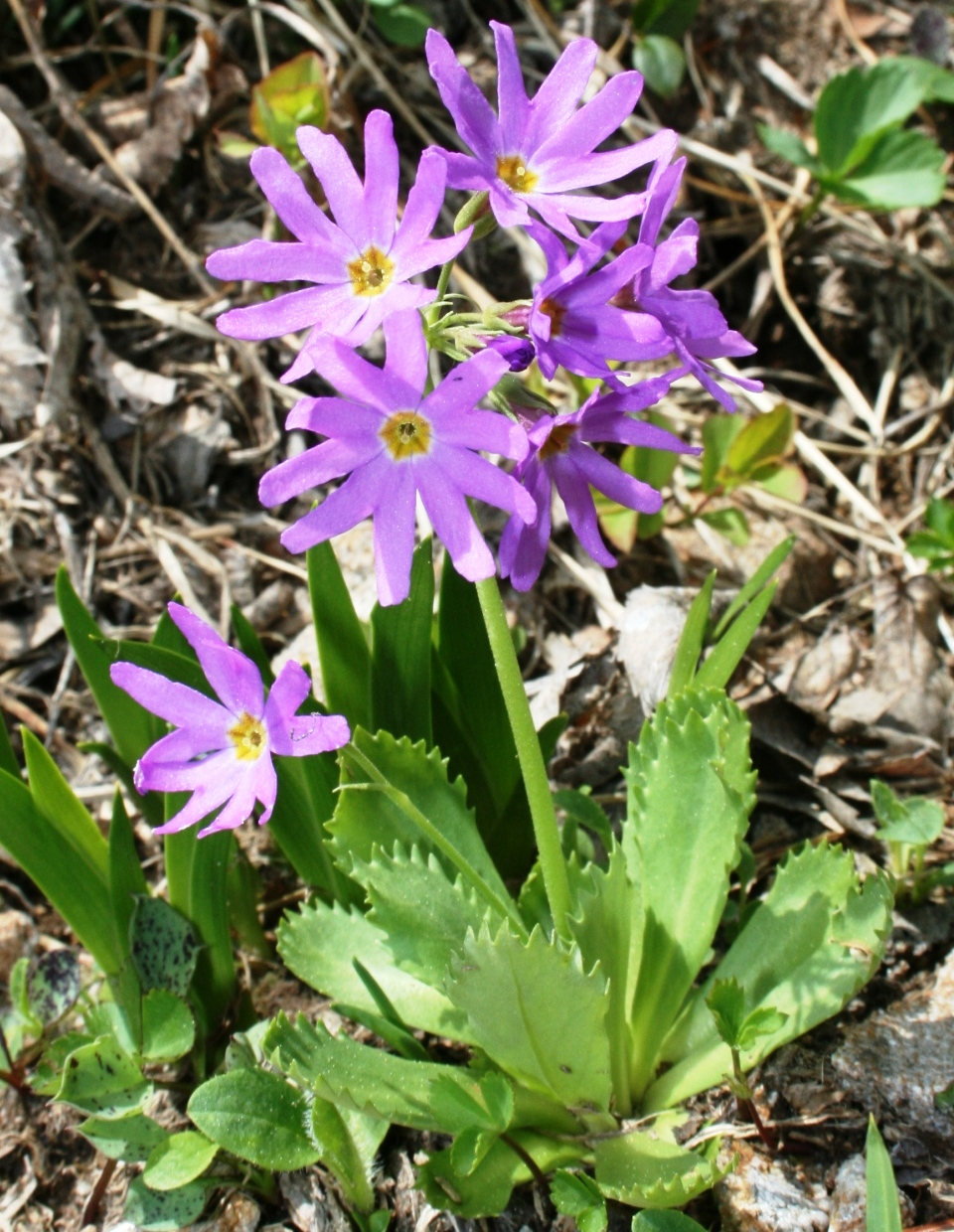
ハクサンコザクラ 別山・2009年6月
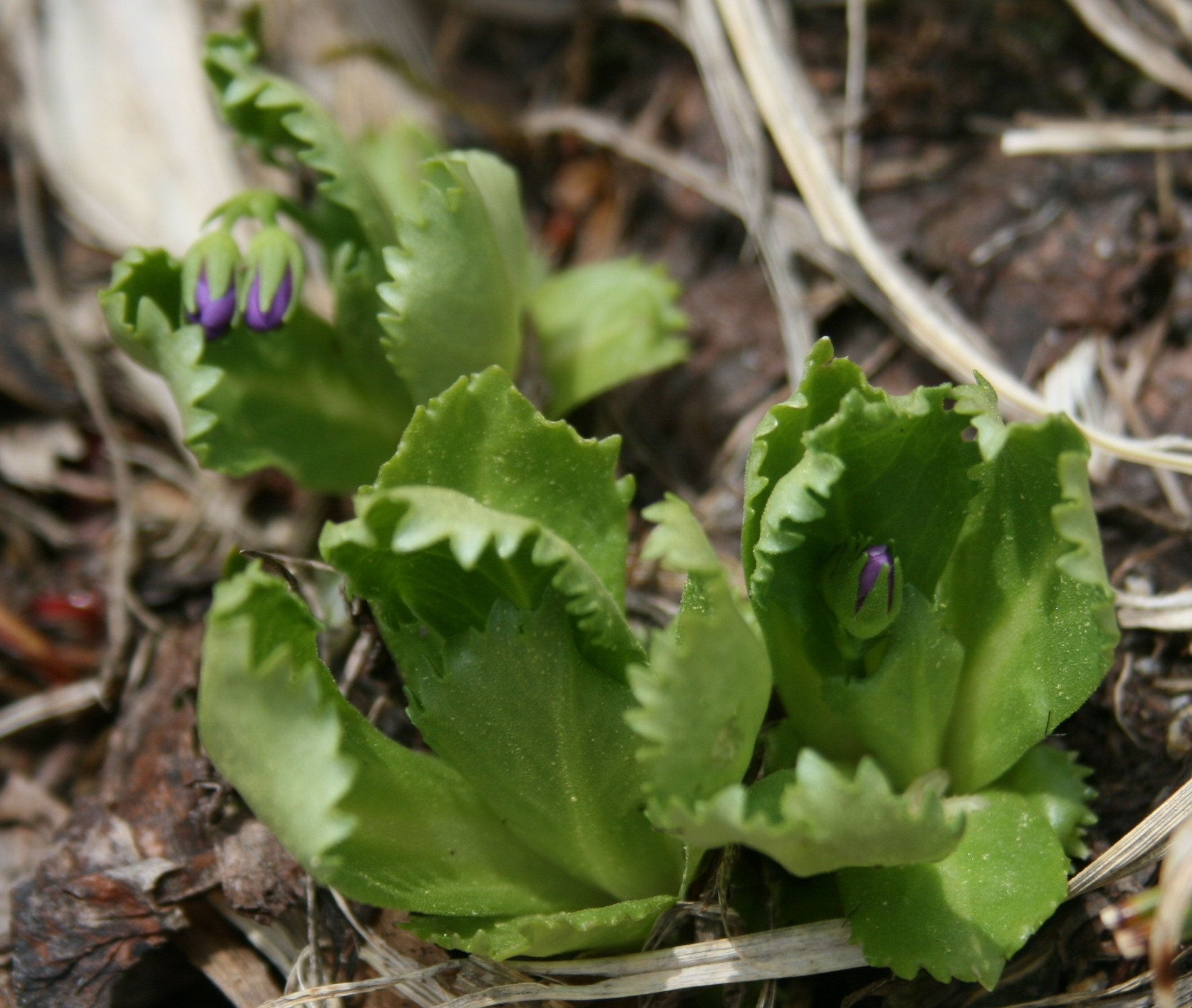
ハクサンコザクラの蕾 別山・2008年6月
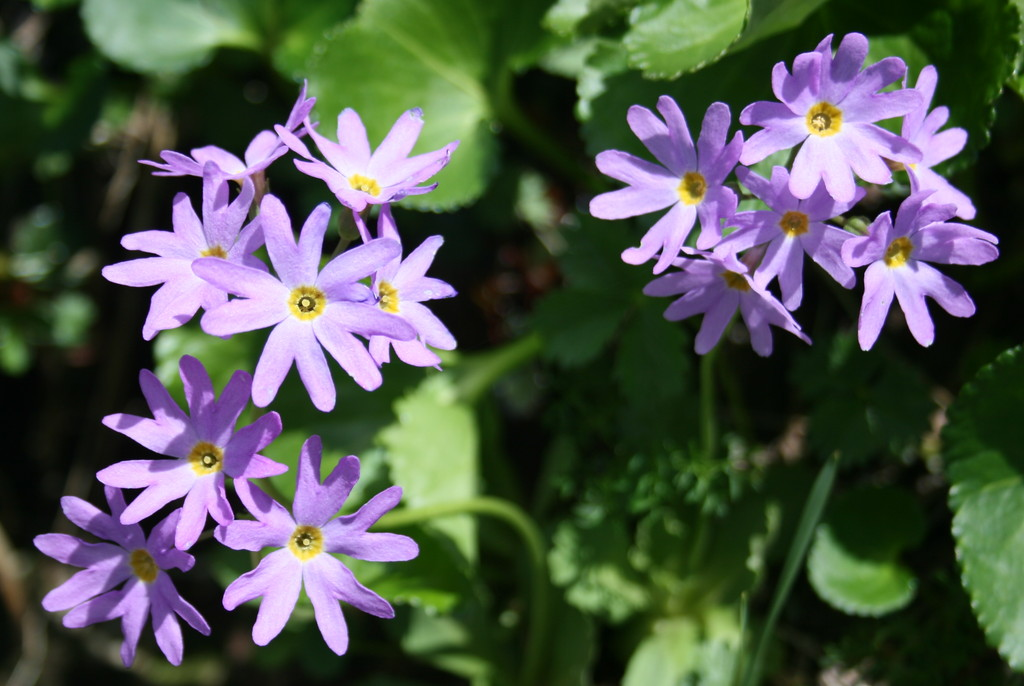
ハクサンコザクラ 白山の弥陀ヶ原・2010年7月
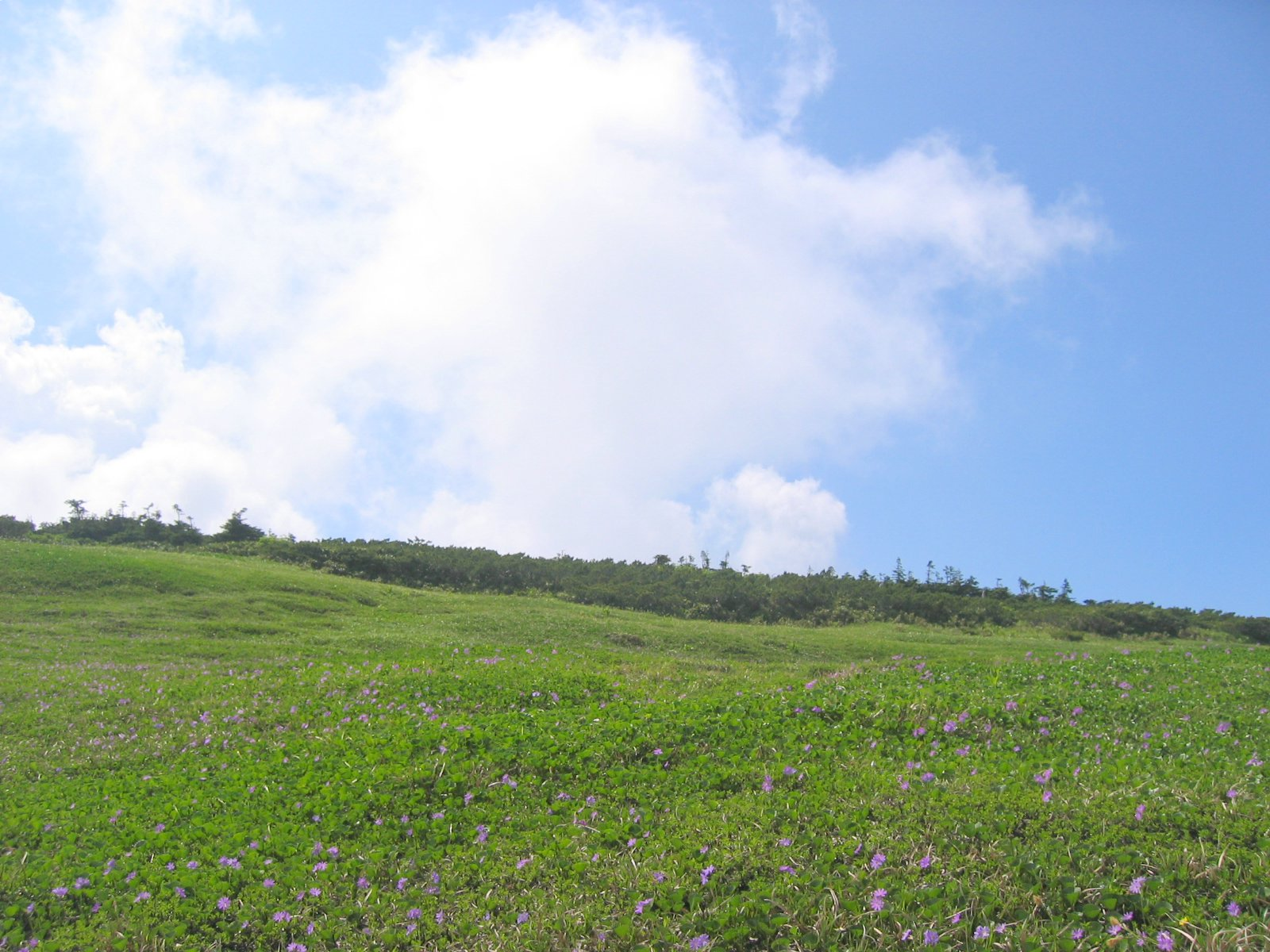
ハクサンコザクラ群生地 北アルプス・白馬大池付近 2006年8月